# Хаслер, Давид
Дави́д Ха́слер (нем. David Hasler; род. 4 мая 1990, Шан) — лихтенштейнский футболист, нападающий.

## Карьера

### Клубная
В Лихтенштейне играл за «Эшен-Маурен» и считался перспективным юниором. В 2007 году подписал контракт с «Базелем», также имел варианты продолжения карьеры в клубах «Янг Бойз» и «Цюрих». В 2010 году перешёл в «Вадуц», с которым дважды брал Кубок Лихтенштейна. Три года спустя Давид вернулся в «Эшен-Маурен». Однако постоянные проблемы со здоровьем вынудили его 8 апреля 2014 года объявить о завершении спортивной карьеры. Тем не менее, в ноябре 2015 года провёл один матч за «Эшен-Маурен».

### Международная
В составе молодёжной сборной Лихтенштейна дебютировал в возрасте 15 лет 11 месяцев в матче с молодёжкой Северной Ирландии. 26 марта 2008 года провёл первый матч за основную сборную. Всего за сборную своей страны провёл 28 матчей и один раз поразил ворота соперника (в товарищеском матче с Андоррой 14 августа 2012 года).

## Достижения
Обладатель Кубка Лихтенштейна: 2011, 2013